# Brochuchus
Brochuchus — вимерлий рід крокодилів, відомий з ранньоміоценової формації Хівегі острова Русінга в озері Вікторія, Кенія; спочатку він був названий як вид Crocodylus. Він містить два види B. parvidens і B. pigotti. Найближчим живим родичем брохуха є Osteolaemus. Порівняно з Osteolaemus, який має мале тіло й тупу морду, Brochuchus має більш узагальнену анатомію крокодила. Brochuchus характеризується плоским і відносно вузьким черепом, і хоча він більший за Osteolaemus, але менший за більшість інших крокодилів. На поверхні морди він має дві помітні горби.
Рід був названий на честь Крістофера А. Брошу за його наукову роботу про Crocodylia та його родичів. Незвичайне поєднання та написання призначені як слуховий і візуальний каламбур, так що звук «ch» у Brochu замінює звук «s» у «suchus.» у поєднанні з «souchus» (грецьке означає «крокодил»), що є загальний суфікс для родів крокодиломорфів.

## Палеобіологія
Brochuchus має узагальнену форму тіла крокодила з довгою вузькою мордою та міцним кістяком. Як і більшість інших видів у Crocodylidae, Brochuchus, ймовірно, був хижаком і проводив більшу частину часу у воді. Як показують численні скам'янілі рештки ссавців, знайдені на острові Русінга, Брохухус жив разом із кількома видами хоботних (родичів слонів) і приматів, найвідомішим з яких є рання мавпа Proconsul. Хоча немає прямих доказів того, що їв Брохух, він міг полювати на проконсула. Якщо це так, Brochuchus, можливо, був одним із найдавніших антропоїдофагів («мавпоїдних») крокодилів.